# Söderort, Skövde
Söderort är ett stadsdelsområde som ligger söder om Skövde innerstad. Söderort innefattas bland annat Södermalm, Källegården,  Hentorp och bostadsområdet Annero, samt förorten Skultorp. Söderort är beläget 0,5 till 1 km söder om Skövde centrum och sträcker sig 1 mil söder ut.

## Källa
- Skövde kommun, kommunguiden.